# Rat Island
Ne doit pas être confondu avec Rat Islands ou Île des Rats.
Rat Island est une île privée de New York dans le Bronx aux États-Unis, une des îles Pelham.

## Géographie
Rat Island mesure environ 1 ha et est située dans le City Island Harbor du Long Island Sound. Elle est à mi-chemin entre City Island et Hart Island, au sud de High Island.

## Histoire
Rat Island est incluse dans l'achat des îles Pelham en 1654 par Thomas Pell (en). L'origine de son nom est incertaine. Pour Red Brennan, il viendrait des évadés de la prison de Hart Island, à proximité, surnommés « rats », qui utilisaient la petite île pour se reposer avant de nager vers City Island et la liberté,. Une autre théorie dit que, lorsque l'île abritait des victimes de la typhoïde au XIXe siècle, elle attirait vraisemblablement la vermine. Selon Schibli, un propriétaire de l'île, son nom original était « Rattle Island », car des bruiteurs bruyants étaient utilisés pour éloigner les navires.
Durant les craintes liées à la fièvre typhoïde du début du XIXe siècle, l'île est utilisée par la ville de Pelham comme hôpital des mises en quarantaine d' environ 40 personnes infectées. Le lieu porte alors le nom de « Pelham Pesthouse ». Les restes des murs pavés et des fondations de l'hôpital peuvent encore être vus. Il a été abandonné en raison des inondations dues aux tempêtes.
La ville de New York acheté l'île en 1888. Elle devient une mini-colonie d'écrivains et d'artistes au début du XXe siècle psui est acquise par le Dr H.A. Parmentier en 1908, qui la loue au Mount Vernon Club en 1931.
Jusqu’en 1972, elle est la propriété d'un avocat de Brooklyn, puis est vendue à Edmund Brennen qui l'utilise pour stocker du matériel. En mars 2009, Brennen la remet en vente pour 300 000 $. Le 26 septembre 2011, le New York Times publie un article sur l'île, déclarant que la propriété serait mise aux enchères le 2 octobre 2011. Elle est achetée par Alex Schibli, un résident suisse de City Island. Schibli déclare qu'il n'a pas de plans immédiats pour des changements physiques sur l'île, mais envisage de la renommer Malina Island en hommage à sa petite-fille.
En août 2016, une copie en polyester de la statue du combattant de la liberté suisse Guillaume Tell d'Altdorf est érigée sur l'île pour la 725e fête nationale suisse.